# Svit Sešlar
Svit Sešlar, né le 9 janvier 2002 à Maribor en Slovénie, est un footballeur international slovène qui joue au poste de milieu offensif au NK Celje.

## Biographie

### En club
Né à Maribor en Slovénie, Svit Sešlar commence sa carrière avec le FC Drava Ptuj (en). Il joue son premier match en professionnel le 11 août 2018, lors d'une rencontre de deuxième division slovène face au ND Bilje (en). Il entre en jeu et son équipe s'impose par trois buts à zéro.
Le 15 janvier 2019, Svit Sešlar s'engage en faveur du NK Olimpija Ljubljana.
Sešlar joue son premier match avec l'équipe première le 14 février 2021 contre le NŠ Mura, faisant par la même occasion sa première apparition en première division slovène. Il entre en jeu et son équipe s'impose (2-0 score final).
Le 5 janvier 2022, Sešlar prolonge son contrat avec l'Olimpija Ljubljana jusqu'en juin 2026.
Il contribue au sacre de son équipe lors de la saison 2022-2023, l'Olimpija Ljubljana étant sacré Champion de Slovénie.

### En sélection
Svit Sešlar joue son premier match avec l'équipe de Slovénie espoirs le 12 novembre 2021 contre l'Albanie. Il entre en jeu à la place d'Aljoša Matko (en) et son équipe s'impose par trois buts à zéro.
Sešlar inscrit son premier but avec les espoirs le 17 octobre 2023, lors d'une rencontre face à l'Autriche. Titulaire, il donne la victoire aux siens en étant l'unique buteur de la partie.

## Vie privée
Svit Sešlar est le fils de l'ancien footballeur international slovène, Simon Sešlar (en). Il a également deux sœurs, Lara et Lina.

## Palmarès
Olimpija Ljubljana
- Championnat de Slovénie (1) :
  - Champion : 2022-23.
- Coupe de Slovénie (1) :
  - Vainqueur : 2023.